# رفحاء
رفحاء (به عربی: رفحاء) یک سکونتگاه مسکونی در عربستان سعودی است که در استان مرزهای شمالی واقع شده‌است.

## خصوصیات
رفحاء  ۸۰٬۵۴۴ نفر جمعیت دارد.